# Jeff Flake
Jeffry Lane (Jeff) Flake (Snowflake (Arizona), 31 december 1962) is een Amerikaanse politicus van de Republikeinse Partij. Hij was senator voor Arizona van 2013 tot 2019, daarvoor was hij van 2001 tot 2013 was hij lid van het Huis van Afgevaardigden van de Verenigde Staten.
Vanwege zijn afkeer van de stijl van Donald Trump maakte hij op 24 oktober 2017 met een speech in de Senaat bekend dat hij zich aan het eind van zijn lopende termijn niet meer kandidaat zal stellen voor de Senaat. Dit ondanks dat hij de president in 90 % van de stemmingen steunde.

## Afkomst en opleiding
Flake werd geboren in Snowflake, Arizona, als zoon van Nerita Hock en Dean Measer Flake. Zijn betovergrootvader, de Mormoonse pionier William J. Flake was de eerste die zijn naam deels ontleende aan zijn geboortestad.
Hij behaalde aan de Brigham Young-universiteit in Provo, Utah een bachelor in Internationale betrekkingen en een master in Politieke wetenschappen. Hierna nam hij in de vroege jaren tachtig twee jaar verlof om vrijwilligerswerk te verrichten als mormoons missionaris voor de Kerk van Jezus Christus van de Heiligen der Laatste Dagen in Zuid-Afrika. Hij leerde er onder andere Afrikaans spreken.
Na zijn studie was hij werkzaam in de publieke sector als directeur van de Stichting voor Democratie in Namibie en als directeur van het Goldwater Institute. Hij was in de jaren tachtig tegenstander van sancties tegen Zuid-Afrika, met als argument dat sancties de zwarte bevolking die al te lijden had onder de Apartheid, opnieuw zwaar zou treffen.

## Politieke carrière

### Huis van Afgevaardigden
Republikein Flake werd in 2000 in het Huis van Afgevaardigden gekozen als vertegenwoordiger van het eerste district van Arizona. Tijdens zijn eerste termijn werd hij overgeplaatst naar het zesde district, waar hij zesmaal werd herkozen. Gedurende zijn lidmaatschap van het Congres van 2001 tot 2013 was hij onder andere lid van de Commissie voor Financiën.

### Senaat
In 2012 besloot hij zich kandidaat te stellen voor de Senaat. Flake versloeg drie uitdagers in de Republikeinse voorverkiezing, om vervolgens na een nek-aan-nekrace ook de prominente Democratische kandidaat Richard Carmona achter zich te laten. Hij werd beëdigd in januari 2013 en maakt deel uit van de Commissie voor Energie & Natuurlijke bronnen, de Commissie voor Buitenlandse betrekkingen, de Commissie voor Justitie en de bijzondere Commissie voor Vergrijzing.

### Kritiek op president Trump
Naast de Republikeinse senator voor Tennessee Bob Corker ontpopte Flake zich in het eerste jaar van president Trump als diens meest uitgesproken kritische partijgenoot. Ondanks dat hij hem in 90% van de stemmingen steunt, heeft hij een afkeer van Trumps stijl. Deze weerzin gaat zover dat hij op 24 oktober 2017 in een toespraak in de Senaat aankondigde zich niet herkiesbaar te stellen voor een volgende termijn. Deze deels analytische, deels alarmerende toespraak kreeg zowel in de binnenlandse als de buitenlandse media veel aandacht. Hoewel tot de president gericht, valt er tussen de regels een dringend appel aan zijn Republikeinse collega's te beluisteren om niet de wal het schip te laten keren.
Twee citaten:
"We moeten nooit normaal gaan vinden dat onze democratische normen en idealen regelmatig of zo nu en dan worden ondermijnd. We moeten nooit volgzaam de dagelijkse splijting van ons land aanvaarden, de persoonlijke aanvallen, de bedreigingen van principes, vrijheden en instituties, de flagrante minachting van waarheid en fatsoen, de roekeloze provocaties, meestal om de meest kinderachtige redenen. Redenen die niet maar het minste te doen hebben met het dienen van het welzijn van de mensen voor wie wij zijn gekozen."
"De notie dat men stil zou moeten blijven als de normen en waarden, die Amerika sterk houden, ondermijnd worden en als de bondgenootschappen en overeenkomsten die de stabiliteit van de hele wereld verzekeren routinematig worden bedreigd door een denkniveau dat niet verder gaat dan 140 karaktertekens. De notie dat men niets zou zeggen of ondernemen tegen zulk impulsief en labiel gedrag is ahistorisch, en geloof ik, ernstig misplaatst".
Medio januari 2018 bekritiseerde Flake in de Senaat president Trump voor diens zoveelste publieke aanval op de pers, die hij betitelde als de "vijand van het volk". Hij maakte daarbij een vergelijking met de voormalige Russische dictator Jozef Stalin. De senator wees erop dat het zoeken van strijd met de pers kenmerkend is voor autocratische leiders. Hij vermaande Trump om te stoppen met "het opportunistisch strooien met de term nepnieuws".
In mei 2018 zei Flake dat Trump "het presidentschap heeft laten verworden en dat hij schijnbaar een onverzadigbare trek heeft om te vernielen en te splijten. Ook vertoont de president een oppervlakkige bekendheid met de werking van de Grondwet". Flake kondigde aan enkele voordrachten voor lagere rechtbanken tegen te houden totdat hij zijn niet-bindende motie in de Senaat kreeg aangenomen tegen Trumps agressieve invoerrechten op producten uit onder andere China, Canada en de Europese Unie. Niettemin blijft Flake overwegend in lijn met het kabinet-Trump I stemmen, en weigerde hij ook zijn macht als senator te gebruiken om de kandidatuur van de voorgedragen rechter voor het Hooggerechtshof van de Verenigde Staten Brett Kavanaugh te dwarsbomen, dan wel om Trump te dwingen een fermere houding tegenover Rusland in te nemen.
Voor de presidentsverkiezingen van 2020 sprak Flake zijn steun uit voor Joe Biden

### Schietincident jaarlijkse honkbalwedstrijd Congres, juni 2017
Flake kwam met de schrik vrij bij de oefenpartij op 14 juni 2017 voor de charitatieve jaarlijkse honkbalwedstrijd Congres tussen Republikeinen en Democraten in het Congres, die plotseling werd onderbroken door een schietincident dat plaatsvond in het Eugene Simpson Stadium Park in Alexandria (Virginia).
Naast de Republikeinse meerderheidsleider in het Huis van Afgevaardigden, Steve Scalise, raakten een lid van de Congrespolitie, een politiek assistent en een lobbyist hierbij gewond door kogels. De dader, de linkse activist James Hodgkinson, werd door politiekogels uitgeschakeld en overleed nog diezelfde dag.
Flake herinnert zich in het bijzonder het moment dat "wij als zittende eenden in de val zaten". Tijdens de schotenwisseling wist hij op een gegeven moment niet meer of de schutter achter hem een vriend of vijand was en evenmin of er nog meer schutters waren. Dus riep hij hem toe: "Ben jij een vriend?". Met gunstig resultaat. Flake twijfelt er niet aan dat de Congrespolitie hun leven daar heeft gered.